# واترتون (ویسکانسین)
واترتون، ویسکانسین  (به انگلیسی: Watertown) شهری در شهرستان دوج جفرسون ایالت ویسکانسین است که در سال ۱۸۵۳ بنیان‌گذاری شده‌است. این شهر طبق سرشماری سال ۲۰۱۰ میلادی ۲۳٬۸۶۱ نفر جمعیت داشته‌است.